# Chiesa di Santa Maria Assunta (Valdisotto)
La chiesa parrocchiale di Santa Maria Assunta è sita a Cepina, nel comune di Valdisotto e fa parte della diocesi di Como, più precisamente nella Comunità pastorale della Valdisotto. 

## Storia
Il 5 luglio 1356, Agostino, vescovo di Selimbria, con l'autorizzazione del vicario generale del vescovo comasco, diede inizio alla costruzione della chiesa a patto che fosse soggetta al vicario profano di Bormio. La prima pietra della chiesa di Cepina fu benedetta nel 1356. La chiesa a una sola navata raggiunse le dimensioni attuali nel XV secolo, infatti dal 1498 al 1503 venne ingrandita e venne fatto il dipinto sopra il portone principale che rappresenta i Santi Gervasio e Protasio ai lati della Santissima Trinità. Nel 1506 vennero consacrati i 2 altari laterali: il primo a Santa Marta, Santa Maria Maddalena, Santa Caterina d'Alessandria e Santa Barbara (sulla destra) e i Santi Sebastiano, San Rocco, Sant'Antonio e San Pantaleone (sulla sinistra) e il secondo a San Giuseppe. Nel 1744 venne posizionata sull'altare maggiore l'ancona quattrocentesca, ora appesa alla parete di sinistra; era stata posizionata lì perché i cepinaschi non erano riusciti a costruire un altare e per questo comprarono questa ancona proveniente da Santa Maria Monastero. Ora al suo posto c'è un altare del XVIII secolo, realizzato da Giovanni Battista d'Adamis.

## Interni

### Ancona
Come già detto l'opera principale della chiesa è l'ancona dedicata a Maria madre di Dio che si trova appesa sulla parete di sinistra. Il trittico è molto ricco di oro e di elementi decorativi del gusto scultoreo di area tedesca. L'ancona poggia su una predella divisa in tre scomparti; nella nicchia centrale è rappresentata la Natività affiancata da Sant'Antonio Abate con il maialino e San Rocco con l'angelo. Nella parte superiore è raffigurata, molto grande, la Vergine Maria in trono con il bambino in braccio, affiancata da Santa Barbara, con il calice e da Santa Maria Maddalena che tiene in mano un libro. I due sportelli rappresentano all'interno la Presentazione di Maria al tempio (a sinistra) e l'Assunzione (a destra) mentre all'esterno, è dipinta a tempera, l'Adorazione dei Magi. Sul retro è dipinto a tempera magra il Cristo coronato di spine con Maria Maddalena e San Giovanni Apostolo ed Evangelista. 

### Altare maggiore
L'altare maggiore risale al XVIII secolo e fu realizzato da Giovanni Battista d'Adamis. Al suo interno incornicia una statua in stucco dell'Assunta. 

### Volta
La volta del presbiterio è arricchita da diversi affreschi. Quello principale rappresenta l'Assunta che viene incoronata da Dio Padre e da Gesù Cristo. Ai quattro angoli della volta vengono rappresentate alcune scene della vita di Maria. Vicino al dipinto principale ci sono il dipinto del Re Davide e di Santa Cecilia.